# 王信功
王信功，福建莆田县人，明朝政治人物、進士出身。

## 生平
永樂四年（1406年）丙戌科進士。選翰林院庶吉士，參撰永樂大典。